# Noel Langley
Noel Langley , född 25 december 1911 i Durban, KwaZulu-Natal, död 4 november 1980 i Desert Hot Springs, Kalifornien, var en sydafrikansk/amerikansk författare, filmregissör och filmproducent.

## Filmografi i urval
- 1937 – En gång i maj (manus)
- 1938 – Pappa sökes (manus)
- 1939 – Trollkarlen från Oz (manus)
- 1939 – Vi charmörer (manus)
- 1940 – Nordvästpassagen (manus)
- 1951 – Andarnas natt (manus)
- 1951 – Revolt i plugget (manus)
- 1952 – Fången på Zenda (manus)
- 1952 – Ivanhoe – den svarte riddaren (manus)
- 1952 – Pickwickklubben (manus, regi och produktion)
- 1953 – Riddarna av runda bordet (manus)
- 1953 – Skeppsbrutna i paradiset (manus, regi och produktion)
- 1954 – Farlig makt (manus och regi)
- 1956 – Vagabond King (manus)